# Culicoides caliginosus
Culicoides caliginosus är en tvåvingeart som beskrevs av Maurice Emile Marie Goetghebuer 1952. Culicoides caliginosus ingår i släktet Culicoides och familjen svidknott. Inga underarter finns listade i Catalogue of Life.